# Arieh Iserles

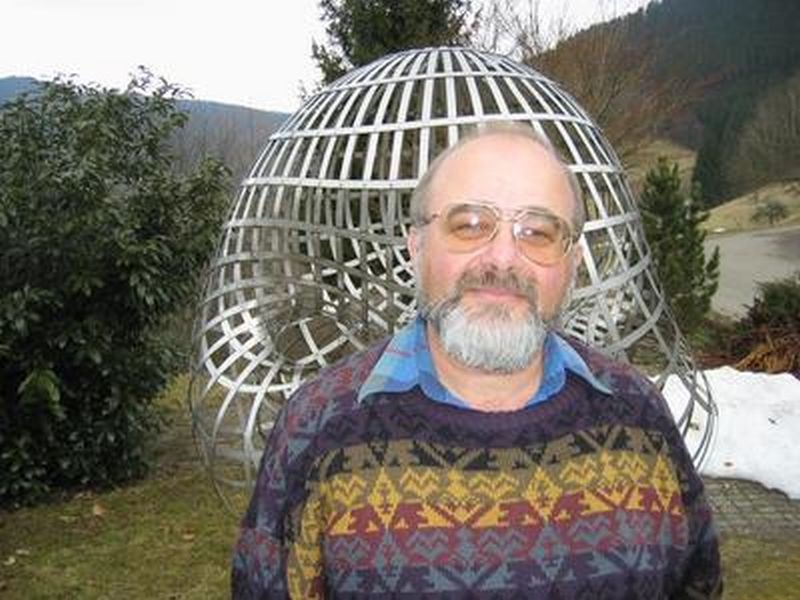
Arieh Iserles, Oberwolfach 2006

Arieh Iserles (* 2. September 1947) ist ein israelischer Mathematiker, der sich mit Numerischer Mathematik und speziell Numerik von Differentialgleichungen befasst.
Iserles studierte an der Hebräischen Universität und an der Ben-Gurion-Universität im Negev, an der er 1978 bei Giacomo Della Riccia promoviert wurde (Numerical Solution of Stiff Differential Equations). Als Post-Doktorand war er am King’s College in Cambridge. 1986/87 war er Associate Professor an der University of Arizona. Er ist seit 1987 Lecturer, seit 1995 Reader und seit 1999 Professor für Numerische Analysis von Differentialgleichungen an der Universität Cambridge (DAMTP) und Direktor des Cambridge Centre for Analysis (CCA).
Er befasst sich unter anderem mit hochoszillierenden Systemen, geometrischer Integration (zum Beispiel Diskretisierungsmethoden bei Symmetrien von Liegruppen), exponentielle Integratoren und asymptotische Entwicklungen bei Differentialgleichungen, Berechnung von Matrix-Exponentialen und isospektralen Flüssen unter Erhaltung der Lie-Poisson-Struktur.
2012 war er eingeladener Sprecher auf dem Europäischen Mathematikerkongress in Krakau. 1999 war er Onsager Professor in Trondheim und 2012 erhielt er die David Crichton Medal. 2014 erhielt er den SIAM Prize for Distinguished Service to the Profession.
Er ist Herausgeber von Acta Numerica und des IMA Journal of Numerical Analysis. 1997 bis 2000 war er Präsident der Society for the Foundations of Computational Mathematics.

## Schriften (Auswahl)
- A First Course in the Numerical Analysis of Differential Equations,  Cambridge University Press, 1996, 2. Auflage 2008 (auch ins Chinesische übersetzt)
- mit S.P. Nørsett: Order Stars, Chapman & Hall, 1991
- mit S.P. Nørsett: Efficient quadrature of highly oscillatory integrals using derivatives, Proc. Royal Soc. A, Band 461, 2005, S. 1383–1399.
- mit S.P. Nørsett: Quadrature methods for multivariate highly oscillatory integrals using derivatives, Mathematics of Computation, Band 75, 2006, S. 1233–1258.
- mit S.P. Nørsett: On quadrature methods for highly oscillatory integrals and their implementation, BIT Numerical Mathematics, Band 44, 2004, S. 755–772
- mit A. M. Bloch: On an isospectral Lie-Poisson system and its Lie algebra, Found. Comp. Maths, Band 6, 2006, S. 121–144.
- mit G.R.W. Quispel,  P.S.P. Tse: B-series methods cannot be volume preserving, BIT, Band 47, 2007,  S. 351–378.
- mit A. Zanna: Efficient computation of the matrix exponential by generalized polar decompositions, SIAM J. Num. Anal., Band 42, 2005, S. 2218–2256.
- mit H. Z. Munthe-Kaas, S.P. Nørsett, A. Zanna: Lie-group methods, Acta numerica, Band 9, 2000, S. 215–365
- mit S.P. Nørsett: On the solution of linear differential equations in Lie groups, Phil. Trans. Roy. Soc. A, Band 357, 1999, S. 983–1019.
- On the generalized pantograph functional-differential equation, European Journal of Applied Mathematics, Band 4, 1993, S. 1–38
- On the numerical quadrature of highly‐oscillating integrals I: Fourier transforms, IMA Journal of Numerical Analysis, Band 24, 2004, S. 365–391
- Stability and dynamics of numerical methods for nonlinear ordinary differential equations, IMA journal of numerical analysis, Band 10, 1990, S. 1–30
- mit Mari Paz Calvo, Antonella Zanna: Numerical solution of isospectral flows, Mathematics of Computation, Band 66, 1997, S. 1461–1486.
- mit S.P. Nørsett: On the theory of parallel Runge—Kutta methods, IMA Journal of numerical Analysis, Band 10, 1990, S. 463–488
- mit E. Celledoni: Approximating the exponential from a Lie algebra to a Lie group, Mathematics of Computation, Band 69, 2000, S. 1457–1480
- mit Gilbert Strang: The optimal accuracy of difference schemes, Transactions of the American Mathematical Society, Band 277, 1983, S. 779–803
- On the global error of discretization methods for highly-oscillatory ordinary differential equations, BIT Numerical Mathematics, Band 42, 2002, S., 561–599
- mit A. Marthinsen, S. P.  Nørsett: On the implementation of the method of Magnus series for linear differential equations, BIT Numerical Mathematics, Band 39, 1999, S. 281–304
- Generalized leapfrog methods, IMA Journal of Numerical Analysis, Band 6, 1986, S. 381–392
- Solving linear ordinary differential equations by exponentials of iterated commutators, Numerische Mathematik, Band 45, 1984, S. 183–199
- mit G. R. W. Quispel: Why geometric integration ?, Arxiv 2016